# Chulupíes

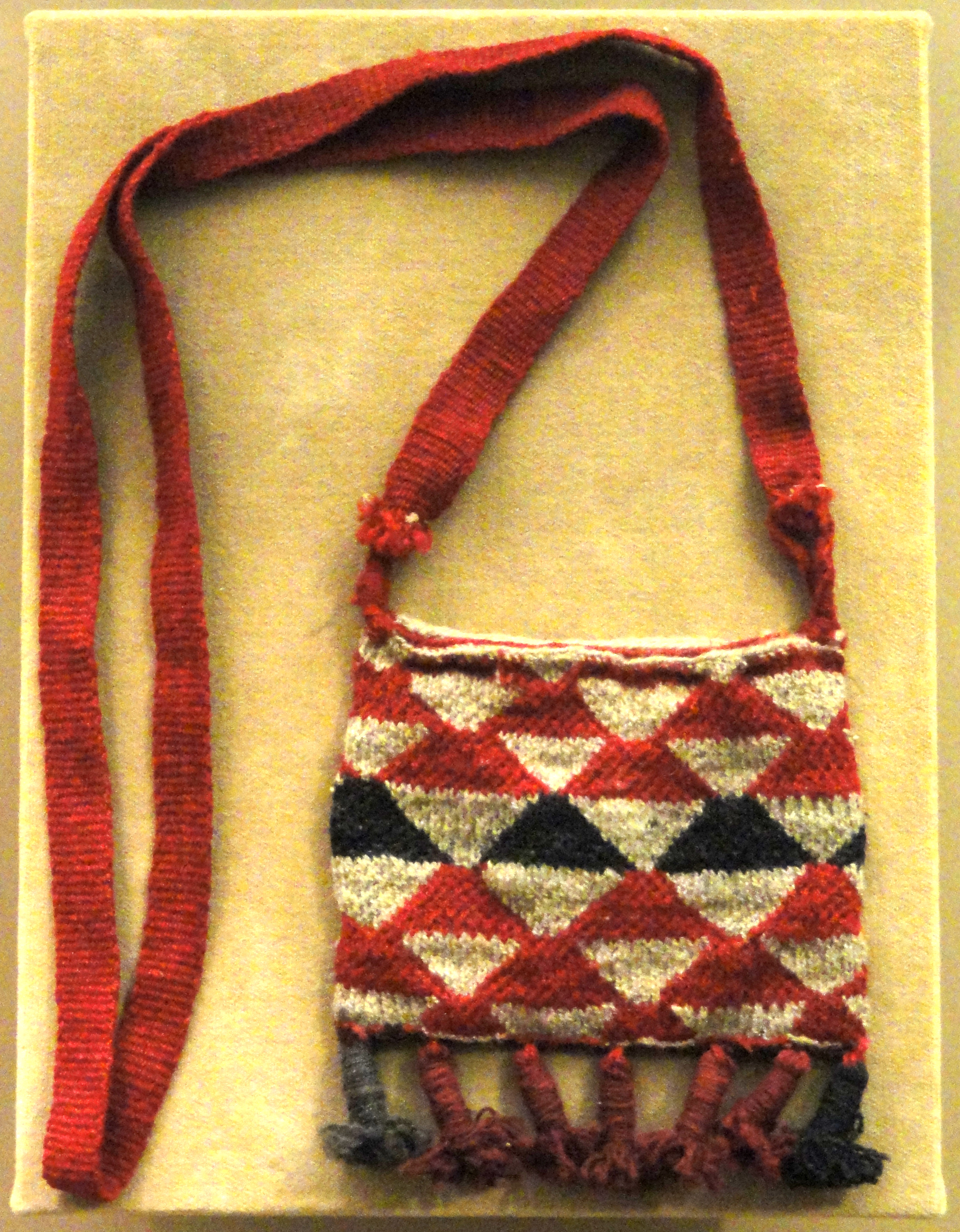
Cartera de mujer nivaclé, Museo Americano de Historia Natural en Nueva York.

Los chulupíes (nombre de origen guaraní) son un pueblo indígena del Chaco Boreal en Paraguay y del noreste de Argentina en ambas márgenes del Río Pilcomayo. En idioma chulupí se autodenominan nivaĉle, que significa persona, nosotros los hombres o nuestra gente, y se castellaniza como nivaclé. Sus vecinos chorotes los llaman ashuslay o alhulhai. Otras variantes del nombre que se puede encontrar en diversas fuentes son: churupí, chulupie, chulupe, ashlushlay, axluslay y niwaklé. En algunas fuentes antiguas se los llamó también chorpil o chunupí, pero no debe confundírselos con la parcialidad vilela de este último nombre. Un pequeño grupo reside en el departamento de Tarija en Bolivia, aunque sin reconocimiento oficial.

## Historia

Pescador fotografiado en 1908.

Históricamente han sido cazadores-recolectores que estaban en conflicto con los tobas y los pilagás. La mención más antigua de los chulupíes se debe al gobernador del Tucumán Ángel de Peredo, quien en julio de 1673 realizó una campaña punitiva contra los tobas y mocovíes al frente de más de 1000 soldados, llegando hasta el río Bermejo. El 14 de agosto de 1673 Peredo llamó a los chulupíes como "indios amigos". El gobernador Gerónimo Luis de Matorras (1769-1775) firmó un pacto con los chulupíes. En 1763 los jesuitas establecieron la efímera misión de Nuestra Señora del Buen Consejo con chunupíes. En 1774 se realizó una expedición fluvial por el Bermejo que tomó contacto con el líder chulupí Antecapibax y sus lugartenientes Chinchín y Guanchil. En 1895 el misionero anglicano Barbrooke Grubb tomó contacto con ellos y en 1899 se intentó fundar una misión, sin éxito.
A principios del siglo XX los chulupíes parece que se encontraban entre el río Bermejo y el río Pilcomayo. La colonización militar del Chaco argentino hizo que los tobas se retiraran hacia el este chocando con los chulupíes. Esto habría provocado que los chulupíes pasaran hacia el Chaco Boreal, habiendo abandonado su última aldea sobre el Bermejo en 1913.
Desde mediados del siglo XX unos 15 000 menonitas de Canadá, Rusia y Alemania se asentaron en el territorio tradicional nivaclé alterando drásticamente sus costumbres culturales y religiosas.

## Grupos
El investigador Miguel Chase-Sardi señaló en 1981 que existen 3 subgrupos del pueblo nivaclé:
- chishamnee lhavos (arribeños),
- shichaam lhavos (abajeños),

Los dos son conocidos como tovoc lhavos (gente del río, en referencia al río Pilcomayo). 
- yita’ lhavos (gente del monte), que su subdividen en 3 grupos:
  - c'utjan lhavos (gente del espinar),
  - jotoi lhavos (gente del espartillar),
  - tavashai lhavos (gente del campo).

## Lengua
La lengua chulupí o nivacle forma parte de la familia lingüística mataguaya y es hablada por aproximadamente unas 14.768 personas en Paraguay (DGEEC 2012). En Argentina, se estiman 1.000 hablantes distribuidos en las provincias de Salta y Formosa (INDEC 2004-2005).  Existen dos dialectos principales, el de los chulupíes del interior, del monte o de la selva y el de los chulupíes del río.
Actualmente, la página oficial de los Testigos de Jehová, jw.org, tiene artículos en este idioma.

## En Paraguay
De acuerdo a los resultados del Censo y Estudio de Población Indígena del Paraguay de 1981, había 6667 nivaclés. El Censo Nacional de Población y Viviendas de 1992 dio 7934 nivaclés. El Censo Nacional Indígena de Población y Viviendas y el Censo Nacional de Población y Viviendas de 2002 encontraron 12 028 nivaclés.
De acuerdo a los resultados del III Censo Nacional de Población y Viviendas para Pueblos Indígenas de 2012 en Paraguay viven 14 768 nivaclés, de los cuales 11 705 en el departamento de Boquerón, 2932 en el departamento Presidente Hayes, 57 en Asunción, 71 en el departamento Central y 3 en el departamento de Alto Paraguay. Este censo reportó que 12 572 personas hablaban la lengua nivaclé como primer idioma, 408 como segundo y 189 como tercero.
El Listado de Comunidades Indígenas del Instituto Nacional del Indígena (INDI) señala la existencia de:
- 28 comunidades nivaclés en el departamento Presidente Hayes: Kenkuket (maká-nivaclé), El Estribo-20 de Enero (enxet sur-enlhet norte-nivaclé), El Estribo-Paratodo’i (enxet sur-angaité-nivaclé), Nich’a Toyish-Aldea Macedonia, Nich'a Toyish-Aldea 1 de marzo, Nich'a Toyish-Aldea Boquerón, Nich'a Toyish-Aldea 12 de Octubre, Nich'a Toyish-Aldea 19 de abril, Nich'a Toyish-Aldea 14 de Mayo, Nich'a Toyish-Aldea 12 de Junio (nivaclé-angaité), Nich'a Toyish-Aldea 1 de Mayo, Nich'a Toyish-Primavera, Nich'a Toyish-Paz del Chaco, Novoctas-Centro (nivaclé-maká-manjui), Novoctas-Marcelo Kue, Nueva Vida (enlhet norte-enxet sur-nivaclé), Paratodo (enlhet norte-enxet sur-nivaclé-sanapaná-qom-toba maskoy-maká), Paz del Chaco-Unida (enlhet norte-enxet sur-nivaclé), Campo Largo (enlhet norte-nivaclé), Campo Largo-5 de Mayo (enlhet norte-nivaclé), Nivaclé Unida-Betania (nivaclé-enlhet norte), Nivaclé Unida-Jericó (nivaclé-enlhet norte), Nivaclé Unida-Jope, Nivaclé Unida-Caná, La Abundancia, Fischat-Misión San Leonardo, Cacique Sapo, San José (qom-enlhet norte-enxet sur-nivaclé).
- 58 comunidades en el departamento de Boquerón: Santa Teresita-San José, Santa Teresita-Virgen de Caacupé (nivaclé-guaraní occidental), Fischat-San Leonardo, Cacique Sapo, Campo Loa-Santísima Trinidad, Campo Loa-Aldea Jotoicha (nivaclé-toba maskoy), Campo Loa-Aldea Primavera (nivaclé-guaraní occidental-guaraní ñandeva), Campo Loa-Aldea San Miguel (nivaclé-manjui), Campo Loa-Aldea San Pío X, Campo Loa-Aldea San Ramón (nivaclé-guaraní occidental), Campo Loa-Aldea Nasuc (nivaclé-guaraní occidental-manjui), San José-Misión Esteros, Laguna Negra-Damasco (guaraní ñandeva-guaraní occidental-nivaclé), Laguna Negra-Jerusalén (guaraní ñandeva-guaraní occidental-nivaclé), Laguna Negra-Belén (guaraní ñandeva-nivaclé), Quenjacloi, Yishinachat, Campo Alegre-Aldea 1, Campo Alegre-Aldea 2, Campo Alegre-Aldea 3, Campo Alegre-Aldea 4, Campo Alegre-Aldea 5, Campo Alegre-Aldea 6, Campo Alegre-Aldea 7, Campo Alegre-Aldea 8, Campo Alegre-Aldea 9, Campo Alegre-Aldea 10, Campo Alegre-Laguna Verde, Campo Ampú, Casuarina-La Serena (nivaclé-guaraní occidental), Casuarina-Aldea La Promesa, Casuarina-Aldea Campo Virgen, Casuarina-Aldea Campo Grande (nivaclé-maká), Casuarina-Aldea La Corona, Cayi’o Clin (nivaclé-guaraní occidental-toba maskoy), Mistolar, San Agustín-San Eugenio (manjui-nivaclé-guaraní occidental), San Agustín-San Roque (nivaclé-manjui-guaraní occidental), Sandhorst (nivaclé-guaraní occidental), Yacacvash (nivaclé-manjui), Media Luna, La Princesa, Paraíso, Pablo Sthall, Uj'elhavos (nivaclé-avá guaraní-guaraní occidental-guaraní ñandeva-angaité), San Loewen (enlhet norte-enxet sur-toba maskoy-nivaclé-sanapaná-maká), Nivaclé Unida-Aldea Centro, Nivaclé Unida-Aldea Cesarea, Nivaclé Unida-Aldea Samaria, Nivaclé Unida-Aldea Tiberia, Nivaclé Unida-Aldea Betania (nivaclé-maká), Nivaclé Unida-Aldea Galilea, Nivaclé Unida-Aldea Campo Salado, Nivaclé Unida-Aldea Campo Nuevo, Nivaclé Unida-Aldea Jericó, Ya’alve Saanga-Aldea Éfeso (enlhet norte-enxet sur-sanapaná-nivaclé), Ya’alve Saanga-Aldea Kanavsa (enlhet norte-toba maskoy-nivaclé), Pesempo’o (enlhet norte-avá guaraní-angaité-toba maskoy-enxet sur-nivaclé-qom-maká).[19]
- 4 comunidades en Asunción: Núcleo de familias IPVU Puerto Botánico, Núcleo de familias San Antonio (nivaclé-ybytoso), Núcleo de familias Trinidad (nivaclé-ybytoso), Núcleo de familias Trinidad Santa Rosa (nivaclé-ybytoso).
- 3 comunidades en el departamento Central: Núcleo de familias Costa Azul, Nueva Esperanza (ybytoso-avá guaraní-nivaclé-ayoreo), Comunidad Maká (maká-nivaclé).

## En Argentina
En Argentina los nivaclés viven cerca del Río Pilcomayo y sus bañados en la provincia de Salta y en la provincia de Formosa, existiendo también algunas familias en la provincia del Chaco y en la provincia de Jujuy. 
La Encuesta Complementaria de Pueblos Indígenas (ECPI) 2004-2005, complementaria del Censo Nacional de Población, Hogares y Viviendas 2001 de Argentina, dio como resultado que se reconocieron y/o descienden en primera generación del pueblo chulupí 553 personas en Argentina (392 residiendo en comunidades), de las cuales 440 vivían en las provincias de Salta y Formosa (392 residiendo en comunidades) y 113 en el resto del país.
Desde 1995 el Instituto Nacional de Asuntos Indígenas (INAI) comenzó a reconocer personería jurídica mediante inscripción en el Registro Nacional de Comunidades Indígenas (RENACI) a comunidades indígenas de Argentina, pero ninguna comunidad chulupí ha sido reconocida. La provincia de Salta reconoció la personería jurídica en el orden provincial a 1 comunidad chulupí: 
- Comunidad Aborigen Chulupíes Nivaclé de Misión El Cruce (el 12 de diciembre de 2000, radicada en el municipio de Tartagal)[22]

En la provincia de Jujuy tiene la personería jurídica en trámite la:
- Comunidad Wiñay Marka "Pueblo Eterno" (conjunta chulupí-omaguaca) (departamento Humahuaca)

El Censo Nacional de Población de 2010 en Argentina reveló la existencia de 1100 personas que se autorreconocieron como chulupíes en todo el país, 345 de los cuales en la provincia de Formosa.
Los chulupíes de la provincia de Formosa viven en 5 comunidades sin personería jurídica: 4 de ellas en el departamento Bermejo: Comunidad San Miguel (en Laguna Yema), Comunidad de San José (en Río Muerto), Comunidad de Guadalcázar‐Tisjucat (en Guadalcázar), Comunidad Nuun’ust’iyôjavte (en Lamadrid); y una en el departamento Ramón Lista: Comunidad en el Barrio La Amistad‐Fwaajucat (en El Potrillo). Familias chulupíes viven sin conformar comunidades en las localidades de Media Luna y San Cayetano del departamento Bermejo, San Martín 2 y Las Lomitas del departamento Patiño, y en la comunidad La Mocha del departamento Ramón Lista.